# Бриммер Микола Леонідович
Бриммер Микола Леонідович (рос. Бриммер Николай Леонидович; нар. 20 березня, 1898, Київ — 24 квітня, 1929, Ленінград) — художник-графік, ксилограф, книжковий ілюстратор.

## Життєпис
Мав німецьке коріння. Народився в Києві. 1923 року вступив до ВХУТЕІНу в Петрограді. Навчався на графічному факультеті, котрий закінчив 1927 року. Працював художником книги. Водночас працював у галузі станкова гравюра.
Екслібриси почав створювати з 1925 року. Техніка викнання екслібрисів Миколи Бриммера — дереворит. До передчасної смерті у 1929 році встиг виконати чотирнадцять (14) екслібрисів. Ілюстрував твори Гоголя.

## Виставки
- «Російські книжкові знаки», 1926, Ленінград[2].
- «Художній екслібрис. 1917—1927», Ленінград
- Міжнародна виставка екслібрисів, 1928, Лос-Анжелес, США
- «Радянський екслібрис. 1917—1967», Будапешт, Угорщина[2].

## Вибрані графічні твори М. Бриммера

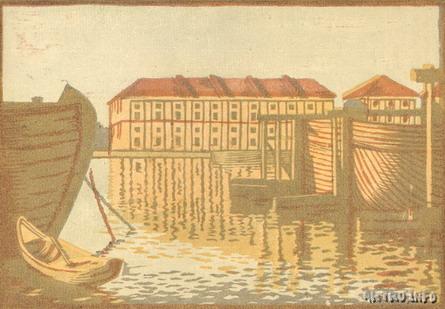
«Баржі на Неві», 1926 р., кольоровий дереворит.

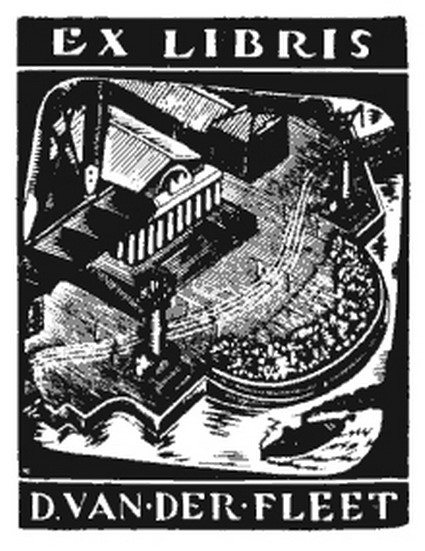
Бриммер Микола Леонідович.  Екслібрис Н. ван дер Флит, 1925 р [2].
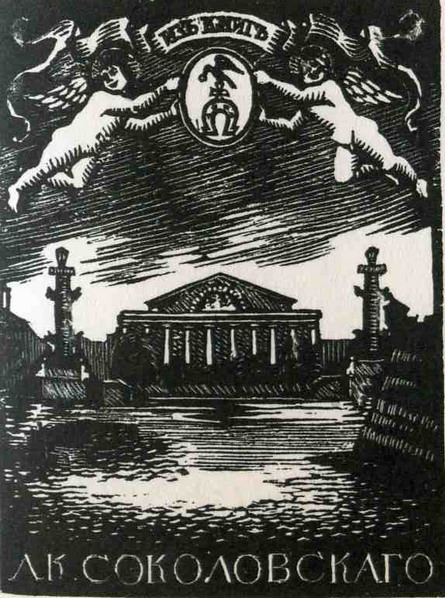
Бриммер Микола Леонідович. Екслібрис Л.К. Соколовського,  дереворит, 1925 (?) р.
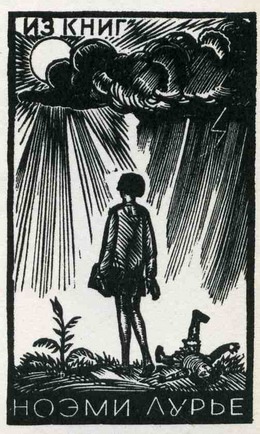
Бриммер М.Л. Екслібрис Ноемі Лурьє,  дереворит, 1928 рік.
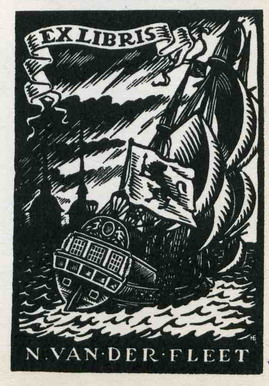
Бриммер М.Л. Екслібрис Н. ван дер Флит, дереворит, 1925 рік[2].